# 공수학교
미국 육군 공수학교(United States Army Airborne School)는 미국 조지아주 포트 무어에 있는 미국 육군의 공수전 학교이다. 공수레인저훈련여단 제507보병연대 1대대에서 모든 과정을 지도하고 있다.

## 역사

### 공수부대의 시작 및 개교
1940년 첫 개교하여 1940년서 1944년까지 윌리엄 캐리 리(William C. Lee)가 공수학교 초대 교장으로 재임하였고 그 당시 윌리엄 캐리 리 미국 육군공수학교 교장의 전속부관으로는 윌리엄 토머스 라이더(William T. Ryder)가 재임하였다.
1942년 5월 15일에 단일 집중화된 훈련시설과 조직이 포트 배닝에 개설하였다.

### 종전 이후
제2차 세계 대전이 끝난 뒤, 1946년 1월에 공수학교로 개명되었다가 같은 해 11월에 미국군 조직 정리로 보병학교의 학과 부서인 공수육군항공과(Section)로 정리되었다.
1955년 2월에 학부(Department)로 승격되면서 공중기동 교육과정도 맡게 되었다. 이후에 1964년 8월에 분리, 1974년 10월에 다시 포함되기를 반복하다가, 2년 뒤의 1976년 2월 1일에 개교한 공중강습학교로 교육과정이 같은 해 10월에 이관되었다.
1985년 10월 23일 학교여단 제4생도대대 (공수)가 제507보병연대 1대대로 재지정되었다.

## 과정
- 선도대 및 강하조장 과정: 본부 및 본부중대
- 기초공수과정: A, B, C 중대
- 낙하산 정비사 과정: E 중대

## 사진첩

보병학교 공수부 베레플래시
보병학교 공수부 배경트리밍
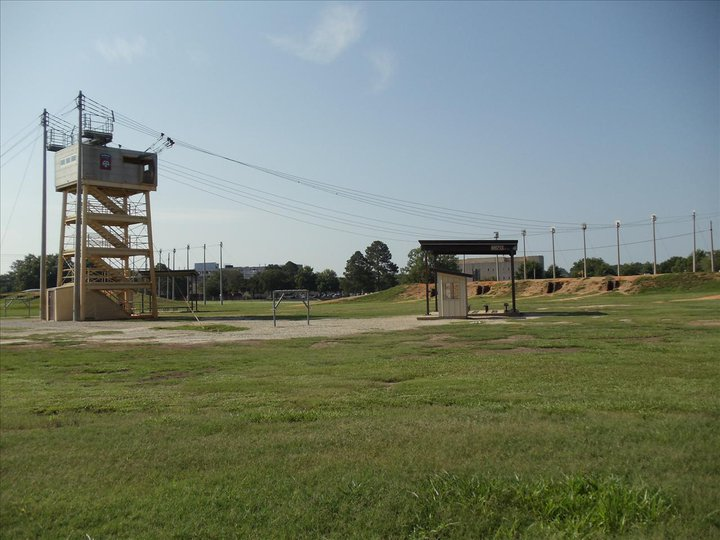
연습용 34피트 강하탑 2010년 7월 4일 촬영

## 계보
- 1942년 5월 15일, Parachute School
→미국 육군 낙하산학교
- 1946년 1월, The Airborne School
→공수학교
- 1946년 11월, Airborne Army Aviation Section, The Infantry School
→보병학교, 공수육군항공과
- 1955년 2월, Airborne Department, The Infantry School
→보병학교, 공수부
- 1956년 2월, Airborne-Air Mobility Department
→공수-공중기동부
- 1964년 8월, Airborne Department
→공수부
- 1974년 10월, Airborne-Air Mobility Department
→공수-공중기동부
- 1976년 10월, Airborne Department
→공수부
- 1982년 1월, HHC, 4th Student Battalion (Airborne), The School Brigade
→학교여단, 제4생도대대 (공수), 본부 및 본부중대
- 1985년 10월 23일, HHC, 1st Battalion, 507th Parachute Infantry Regiment, The School Brigade
→학교여단, 제507낙하산보병연대, 1대대, 본부 및 본부중대
- 1991년 7월, HHC, 1st Battalion, 507th Parachute Infantry Regiment, attached to HQ, 11th Infantry Regiment
→제11보병연대, 본부에 배속된 제507낙하산보병연대, 1대대, 본부 및 본부중대
- 2014년 4월, HHC, 1st Battalion, 507th Parachute Infantry Regiment, Airborne and Ranger Training Brigade
→공수레인저훈련여단, 제507낙하산보병연대, 1대대, 본부 및 본부중대

## 같이 보기
- 분류:미국 육군공수학교 동문
- 강하조장학교
- 선도병학교
- 공중강습학교

## 참고
1. ↑  “1st Battalion, 507th Infantry Regiment”. 《Center of Military History》 (미국 영어). 2015년 12월 12일. 2024년 9월 8일에 원본 문서에서 보존된 문서. 2024년 6월 9일에 확인함.